# Salix moupinensis
Salix moupinensis är en videväxtart som beskrevs av Adrien René Franchet. Salix moupinensis ingår i släktet viden, och familjen videväxter. Inga underarter finns listade i Catalogue of Life.

## Bildgalleri

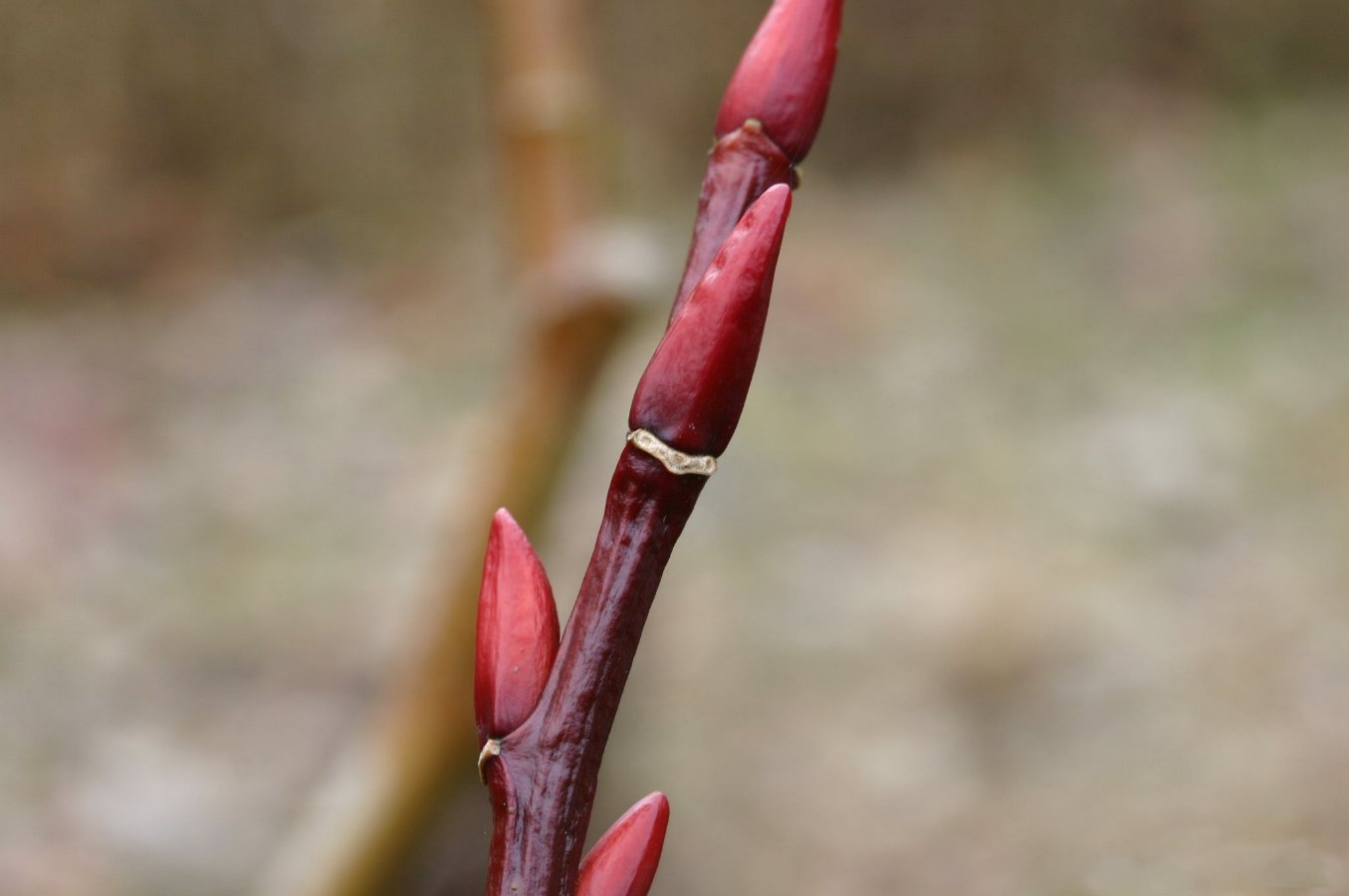
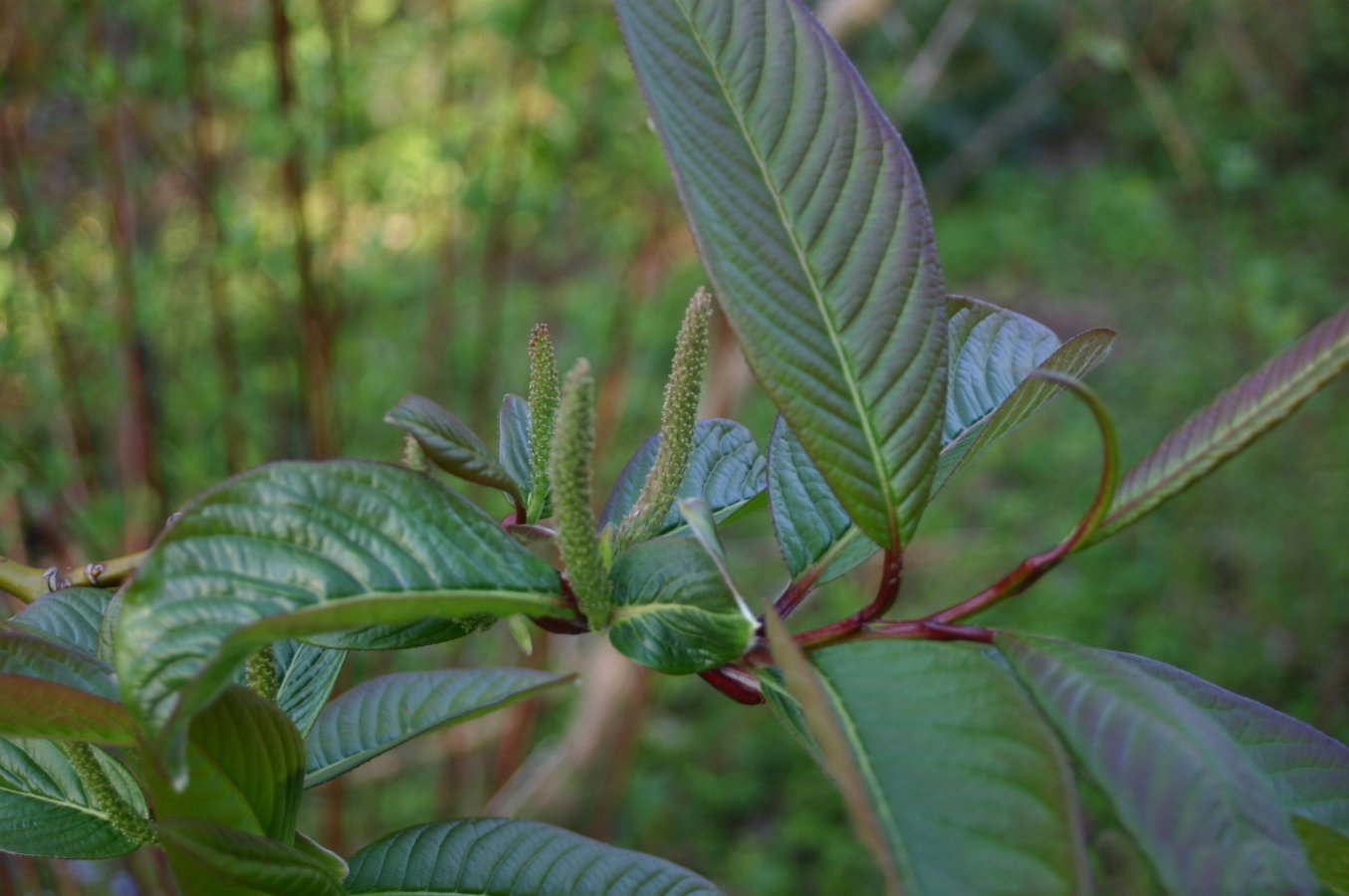
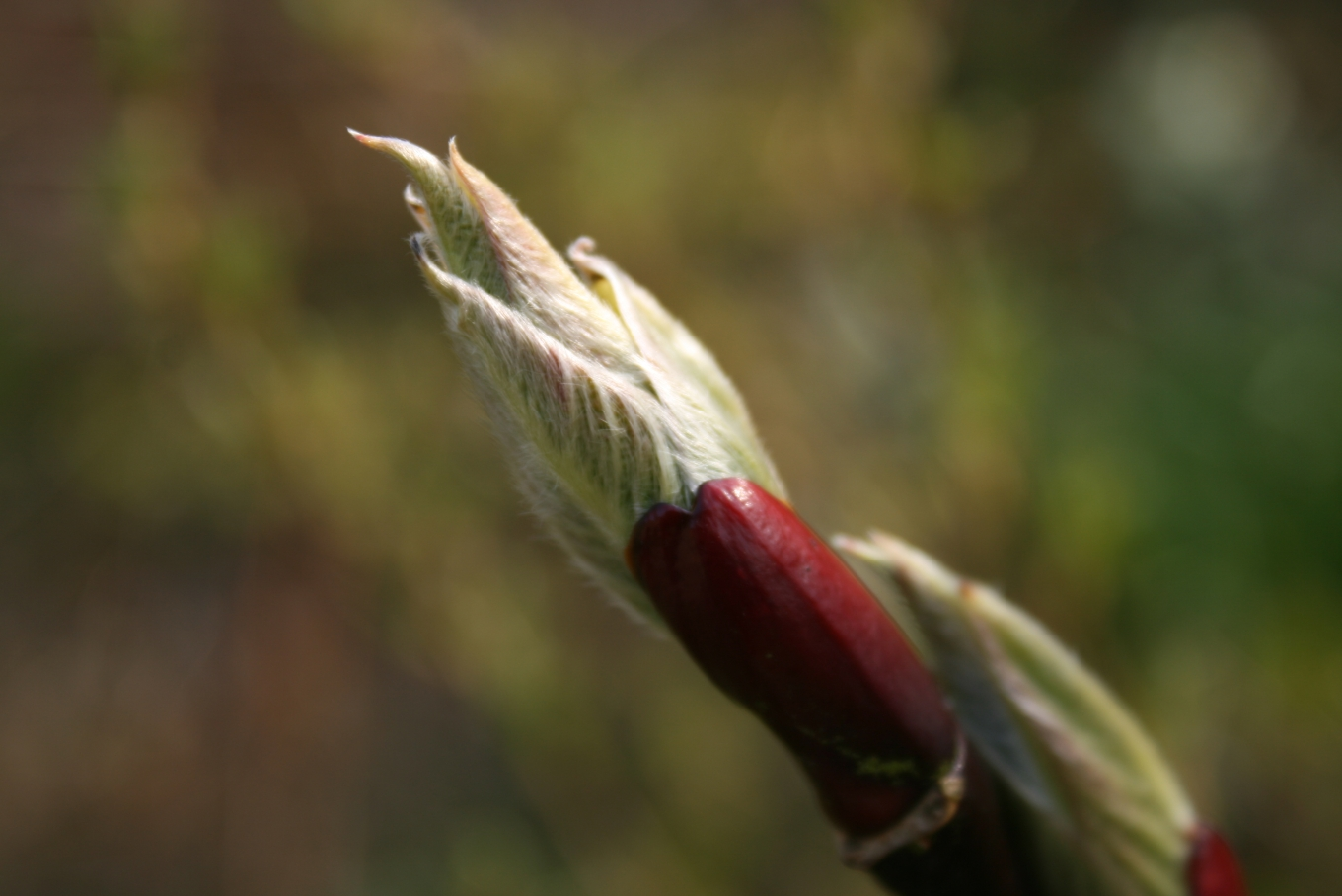
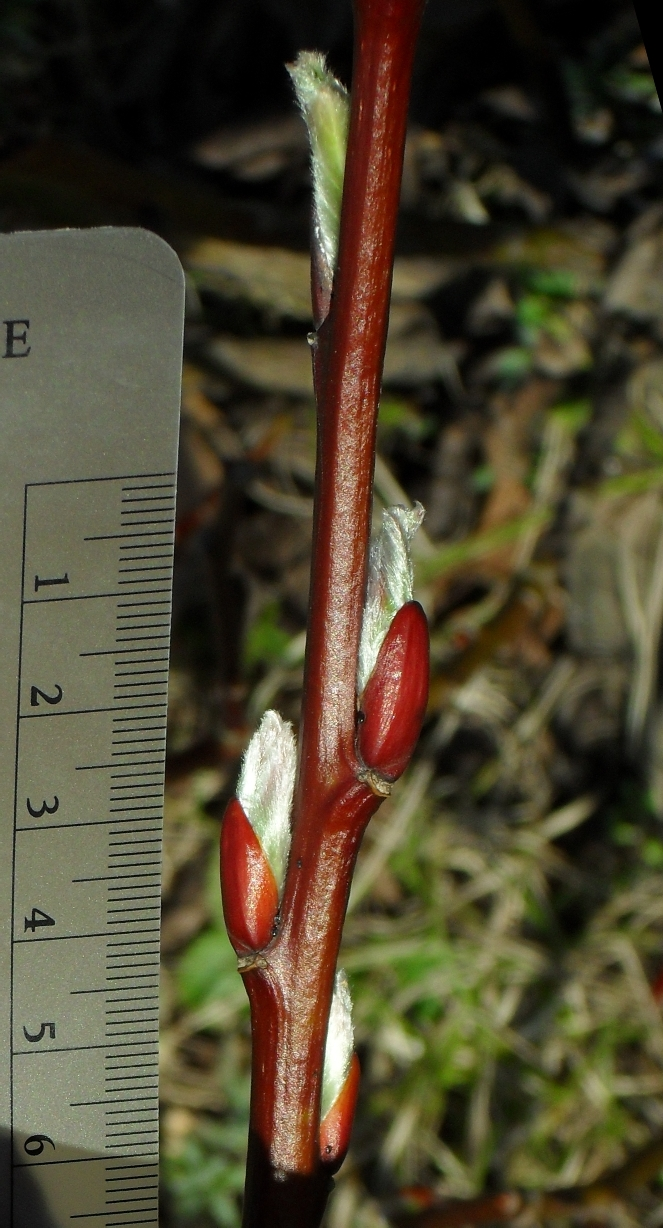